# Chantal Langlacé
Chantal Langlacé (* 6. Januar 1955 in Amiens) ist eine französische Langstreckenläuferin, die vom Internationalen Leichtathletikverband als zweifache Weltmeisterin im Marathonlauf anerkannt ist. Langlacé stellte am 27. Oktober 1974 in Neuf-Brisach (Frankreich) mit 2:46:24 Stunden einen Weltrekord auf, den sie am 1. Mai 1977 in Oiartzun (Spanien) mit 2:35:16 Stunden von der Amerikanerin Jacqueline Hansen zurückeroberte.

## Sportliche Laufbahn
Langlacé errang einen nationalen Titel über 25 Kilometer und stellte fünf nationale Rekorde im Marathon auf, außerdem je einen im Halbmarathon, über 25 Kilometer, über 100 Kilometer und im Stundenlauf. Bei den Weltmeisterschaften 1983 nahm sie am Marathonlauf der Frauen teil, kam aber nicht ins Ziel. Langlacé ist dreifache Siegerin des Neuf Brisach Marathons. Neben ihrem Rekord von 1974 gewann sie dort auch 1973 und 1976. Langlacé gewann 1981 den Paris-Marathon sowie 1986 und 1987 den Lille Métropole Marathon, der heute als Lille Métropole Halbmarathon ausgetragen wird.
Sie war Sportlehrerin am Privatgymnasium Sacré-Cœur in Amiens, bevor sie am 29. Februar 2016 in den Ruhestand ging.